# John James Dalgleish
John James Dalgleish (* 22. April 1836 in Canongate, Edinburgh; † 29. Dezember 1921 in Culross) war ein schottischer Ornithologe.

## Leben und Wirken
John James Dalgleish war der Sohn von James Dalgleish (1803–1870) und Elizabeth Christian geb. Johnston (1811–1892). Er besuchte die Merchiston Castle School und später die University of Edinburgh. 1878 wurde Dalgleish zum Lord Lyon King of Arms ernannt. Am 18. August 1892 heiratete er Mary Eliza geb. Oliphant. Dalgleish lebte in Westgrange, 8. Atholl Crescent. Er wurde auf dem West Kirk Churchyard bestattet.
Als Robert Gray (1825–1887) im Jahr 1871 The birds of the west of Scotland publizierte, gehörte Dalgleish zu einer Gruppe schottischer Ornithologen, die für Gray Vogelbälge gesammelt hatte. Im Jahr 1885 publizierte Dalgleish in einem Anhang zu Tulliallan in Culross and Tulliallan or Perthshire on Forth von David Beveridge eine Liste der Vögel von Culross und Tulliallan. Er besaß eine große Eiersammlung, die Eier aus Uruguay und Paraguay beinhaltete. In seinen Publikationen über die Vögel aus diesen Ländern war er der erste, der den Bronzekiebitz Ytanu als Verbreitungsgebiet zuordnete. Seine Analysen zu den beiden Ländern erschienen in den Artikeln Notes on a Collection of Birds and Eggs from Central Uruguay, Notes on a Second Collection of Birds and Eggs from Central Uruguay und Notes on a Collection of Birds and Eggs from the Republic of Paraguay die in der Fachzeitschrift Proceedings of the Royal Physical Society of Edinburgh publiziert wurden. Meist handelten seine Publikationen über außergewöhnliche Gastvögel in seiner Heimat. Mit List of occurence of North American Birds in Europe beschrieb er beispielsweise 67 Irrgäste aus Nordamerika in the Bulletin of the Nuttall Ornithological Club. Andere ungewöhnliche Entdeckungen, die er beschrieb, waren beispielsweise eine Königsseeschwalbe in Tanger, die Erweiterung des Brutgebietes des Wellenläufers auf Rona oder die Entdeckung eines Nests der Rosenmöwe auf Grönland.

## Mitgliedschaften
Dalgleish war Mitglied des British Ornithologists’ Club, korrespondierender Fellow der American Ornithologists’ Union sowie sei 1879 Fellow der Society of Antiquaries of Scotland.

## Publikationen (Auswahl)
- List of occurence of North American Birds in Europe. In: Bulletin of the Nuttall Ornithological Club. Band 5, Nr. 2, 1880, S. 65–74 (biodiversitylibrary.org).
- List of occurence of North American Birds in Europe Part II. In: Bulletin of the Nuttall Ornithological Club. Band 5, Nr. 3, 1880, S. 141–150 (biodiversitylibrary.org).
- List of occurence of North American Birds in Europe. In: Bulletin of the Nuttall Ornithological Club. Band 5, Nr. 4, 1880, S. 210–221 (biodiversitylibrary.org).
- List of occurence of North American Birds in Europe. In: Bulletin of the Nuttall Ornithological Club. Band 6, Nr. 1, 1881, S. 63–64 (biodiversitylibrary.org).
- On Saxicola deserti (Rüpp.), the Desert Chat, and its Appearance for the first tim in Great Britan. In: Proceedings of the Royal Physical Society of Edinburgh. Band 6, 1881, S. 64–67 (biodiversitylibrary.org).
- Notes on a Collection of Birds and Eggs from Central Uruguay. In: Proceedings of the Royal Physical Society of Edinburgh. Band 6, 1881, S. 232–254 (biodiversitylibrary.org).
- Notes on the Occurance of the Tree Sparrow in Argyllshire, and its Distribution in Scotland. In: Proceedings of the Royal Physical Society of Edinburgh. Band 7, 1882, S. 196–202 (biodiversitylibrary.org).
- Notes on a Second Collection of Birds and Eggs from Central Uruguay. In: Proceedings of the Royal Physical Society of Edinburgh. Band 20, 1884, S. 77–88 (biodiversitylibrary.org).
- Occurrence of the Royal Tern (Sterna Regia Gamb.) at Tangiers in Morocco. In: The Auk. Band 1, Nr. 1, 1884, S. 97 (unm.edu [PDF]).
- A Newly-Discovered Breeding Place of Leach's Petrel (Cymochorea Leucorrhoa (Vieill.) Coues) in Scotland. In: The Auk. Band 1, Nr. 1, 1884, S. 98 (unm.edu [PDF]).
- in David Beveridge: Appendix: List of the birds of Culross and Tulliallan in Culross and Tulliallan or Perthshire on Forth its History and Antiquities with elucidations of Scottish life and character from the Burgh and Kirk-Session records of that district. Band 2. W. Blackwood and sons, Edinburg and London 1885, S. 387–398 (englisch, archive.org).
- Discovery of the Nest of Larus Rossii in Greenland. In: The Auk. Band 3, Nr. 2, 1886, S. 272–274 (unm.edu [PDF]).
- Notes on a Collection of Birds and Eggs from the Republic of Paraguay. In: Proceedings of the Royal Physical Society of Edinburgh. Band 10, 1889, S. 73–88 (biodiversitylibrary.org).
- Notes on a "List of Birds which habe ben observed in the district of Ardnamurchan, Argyleshire. In: Proceedings and transactions of the Natural History Society of Glasgow (= New Series. Band 4). 1896, S. 347-345 (biodiversitylibrary.org).
- Turtle Dove in West Fife. In: The Annals of Scottish natural history. Band 6, 1897, S. 44 (biodiversitylibrary.org).